# Dicranomyia variispina
Dicranomyia variispina är en tvåvingeart som beskrevs av Alexander 1924. Dicranomyia variispina ingår i släktet Dicranomyia och familjen småharkrankar. Inga underarter finns listade i Catalogue of Life.